# 如月弘鷹
如月 弘鷹（きさらぎ ひろたか）は、日本の漫画家、イラストレーター。

## 概要
- 主にボーイズラブ系作品で活躍。
- 現在は、主に角川書店から発行されての漫画雑誌『CIEL』で活躍中。

## 作品リスト

### コミックス
- JX'S
- 銀の闇迷宮～D・ウォーカー
- 奇跡の恋人～imaginary lovers～
- SPECTER
- GATE
  - GATE 始動
  - GATE 覚醒
- 名も無き鳥の飛ぶ夜明け
- 兄弟限定!
- BLOOD+夜行城市
- 声優一年生
- HANGER -執行人-

### 小説挿絵
- Pretty Baby（文：斑鳩サハラ）
- こいきな男ら（文：御木宏美）
- KISS AGAIN（文：御木宏美）
- 風の回廊（文：木根尚子）
- TOKYOジャンク（文：ひちわゆか）
- Dの眠り（文：ひちわゆか）
- 暗くなるまで待って（文：ひちわゆか）
- 第三の男（文：ひちわゆか）
- エタニティ（文：ひちわゆか）
- クリスマス・カノン（文：ひちわゆか）
- ダーク・ウォーカー～闇を歩く者～（文：ゆらひかる）
- ラブ・ミー・テンダー（文：ひちわゆか）
- 夢幻のレクイエム（文：ひちわゆか）
- 彼らの恋愛生活（文：ひちわゆか）
- スイート・ホーム（文：ひちわゆか）
- LOVE ME 10$（文：ひちわゆか）
- LOVE DEAD HEAT（文：池戸裕子）
- 3時から恋をする（文：井村仁美）
- 5時10分から恋のレッスン（文：井村仁美）
- 8時50分・愛の決戦（文：井村仁美）
- 笑顔の予感（文：小林蒼）
- そりゃもう愛でしょう（文：相良友絵）
- そりゃもう、愛でしょう（文：相良友絵）
- 誘惑者たち（文：双海眞奈）
- だからこの手を離さない（文：猫島瞳子）
- だから朝まで離さない（文：猫島瞳子）
- DEPARTURE ～恋の翼・上～（文：水上ルイ）
- ARRIVAL ～恋の翼・下～（文：水上ルイ）
- FAIR WIND ～恋の翼（文：水上ルイ）
- 未熟なアイレベル（文：かのえなぎさ）
- 誘惑の甘い吐息（文：橘かおる）
- 嘘つきなくちびる（文：月上ひなこ）
- スペシャリスト（文：ふゆの仁子）
- バージンロードで恋をする（文：小笠原あやの）
- 別れや本舗（文：日向唯稀）
- 禁じられた遊戯（文：日向唯稀）
- ピアニスト（文：ふゆの仁子）
- 祓ってやるぜ!（文：金沢有倖）
- 青い密月（文：うえだ真由）
- 発情（文：岩本薫）

### CDジャケットイラスト
- TOKYOジャンク
- こいきな男ら1・2・4・サイドストーリー
- せつない恋だぜ
- 虹の入り江 トラブルスタジオ
- 子供の領分
- 名も無き鳥の飛ぶ夜明け
- GATE 契約
- GATE 始動
- 兄弟限定!

### 画集
- 『如月弘鷹画集 貌-かお-』（心交社、2001年1月1日初版発行）ISBN 4-88302-545-4